# Zigula (Volk)
Die Zigula oder Zigua sind eine Ethnie in der Region Tanga im Nordosten Tansanias. ihre Sprache ist die Bantusprache Zigula. Ihre Bevölkerungszahl lag 1993 bei schätzungsweise 355.000. Im Süden Somalias lebten gemäß Schätzungen für dasselbe Jahr etwa 20.000 Zigula, deren Vorfahren im 19. Jahrhundert als Sklaven verschleppt worden waren.
Das Siedlungsgebiet der Zigula zwischen den Flüssen Pangani im Norden und Wami im Süden wird auch Uzigua genannt und liegt größtenteils innerhalb des heutigen Distrikts Handeni in der Region Tanga.
In der Kolonialgeschichte Deutsch-Ostafrikas wird das Gebiet auch als "Useguha", Usigua oder Usiguha bezeichnet.

## Geschichte
Vom 19. bis Mitte des 20. Jahrhunderts war das Uzigua-Gebiet wiederholt von Nahrungsmittelknappheit und Hungersnöten betroffen. Diese trugen dazu bei, dass sich Zigula wissentlich oder unwissentlich in die Gewalt von Sklavenhändlern im ostafrikanischen Sklavenhandel begaben.
In den Berichten über die Reise von Karl Peters im Jahr 1884, die die Ansprüche seiner Gesellschaft in Ostafrika darstellten, wird "Useguha" als eines der Gebiete genannt, deren vorgebliche Herrscher mit ihm Verträge geschlossen haben sollen.

## Zigula in Somalia
Nachkommen von Zigula, die im 19. Jahrhundert als Sklaven verschleppt wurden, leben heute als somalische Bantu in Somalia. Sie bezeichnen sich bis heute als Wazigua, haben die Zigula-Sprache beibehalten und fühlen sich dem tansanischen Herkunftsgebiet verbunden. Die somalische Bezeichnung Mushunguli für diese Gruppe ist wahrscheinlich von der Einzahlbezeichnung der Zigula, Muzigula, abgeleitet.
Von allen Sklavennachfahren in Somalia haben sie die stärksten Erinnerungen an ihre Geschichte und Herkunft beibehalten: Sie seien während einer Hungersnot in die Sklaverei gelockt und über Bagamoyo und Baraawe auf Plantagen im Tal des Shabelle verkauft worden. Von dort seien sie in den 1840er Jahren gemeinsam geflohen. Sie wollten nach Tansania zurückkehren, ließen sich jedoch im Juba-Tal nieder, weil der Weg zu gefährlich war. Sie gründeten eigene Dörfer bei Jamaame.
Wie die übrigen „somalischen Bantu“ wurden die Zigula in Somalia diskriminiert und litten überproportional stark im Bürgerkrieg seit 1991. Ein Teil von ihnen floh daher in das Nachbarland Kenia. Etwa 3.000 somalische Bantu-Flüchtlinge, vorwiegend Zigula, durften sich 2003 in Chogo im Zigula-Gebiet in Tansania niederlassen.